# ガリーナ・ヴィシネフスカヤ

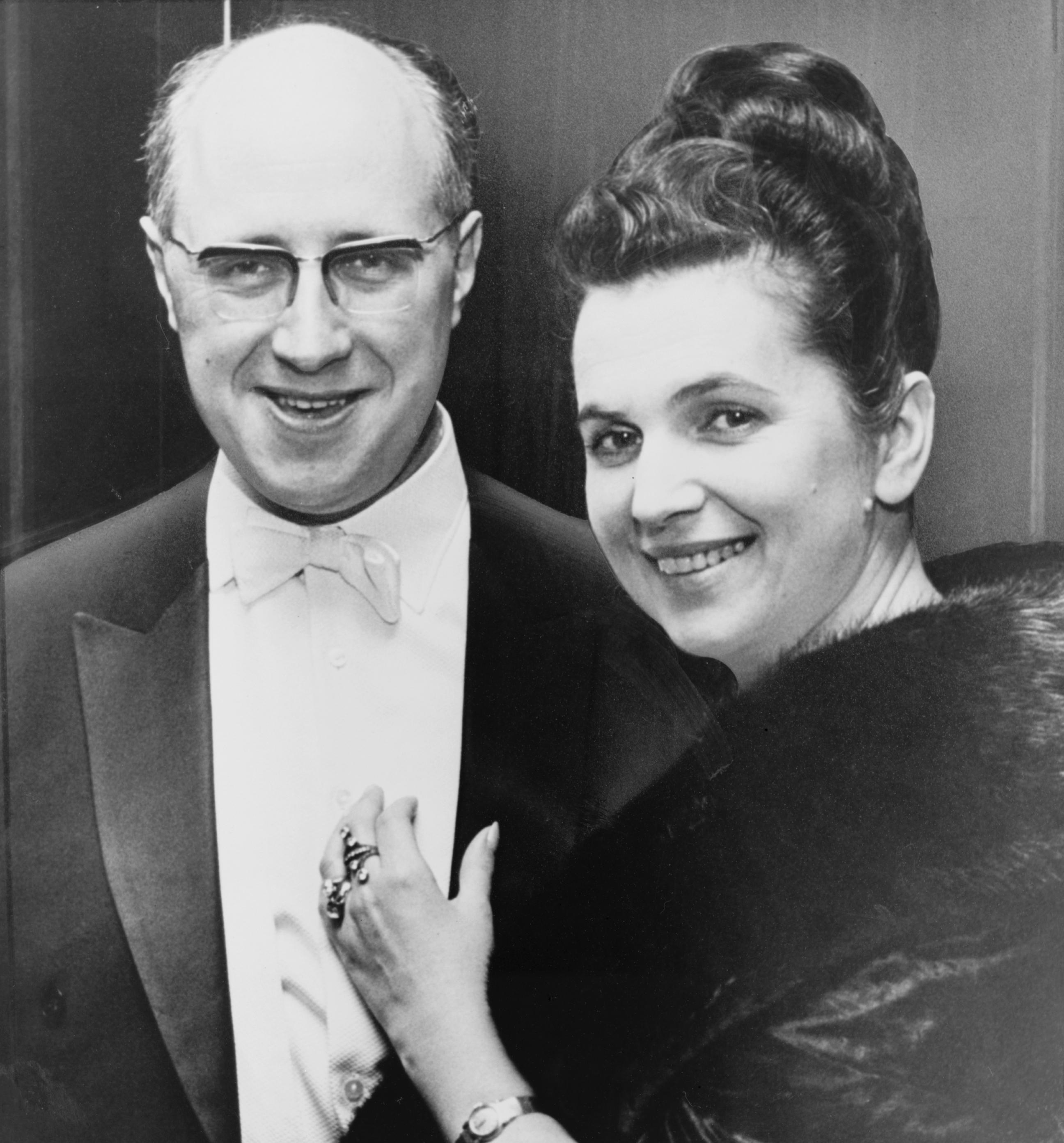
夫のムスティスラフ・ロストロポーヴィチとともに

ガリーナ・パーヴロヴナ・ヴィシネフスカヤ（ロシア語: Гали́на Па́вловна Вишне́вская；英語: Galina Pavlovna Vishnevskaya、1926年10月25日 - 2012年12月11日）は、ソビエト連邦出身のソプラノ歌手である。夫はチェロ奏者・指揮者のムスティスラフ・ロストロポーヴィチ。ベンジャミン・ブリテン作曲の『戦争レクイエム』、そしてブリテンとも交流のあったドミートリイ・ショスタコーヴィチの『交響曲第14番』の初演時に計画されていたソリストとして知られる。

## 来歴
1926年、ソビエト連邦レニングラード（現サンクトペテルブルク）に生まれる。第二次世界大戦ではレニングラード封鎖を経験し、16歳の時に防空部隊に加わる。その類まれなソプラノの歌声を生かし、1952年にボリショイ劇場に入り、首席ソリストとして活躍。ソ連人民芸術家の称号を得た。
しかし反体制運動を行なっていた作家のアレクサンドル・ソルジェニーツィンを夫とともに支援したため、政府当局より弾圧を受け、1974年以降は夫婦ともどもアメリカ合衆国で亡命生活を余儀なくされた。ソビエト連邦国籍を剥奪されたが、1990年にミハイル・ゴルバチョフ政権下で名誉回復を果たし、ソビエト連邦に帰国。モスクワではオペラセンターを設立し、後進の育成に尽力した。晩年はパリとモスクワで過ごした。
2012年12月11日、モスクワで死去。86歳没。
2013年9月5日、アエロフロート・ロシア航空が受領した23機目のエアバスA321型機に「ガリーナ・ヴィシヌフスカヤ」の愛称が付与された。

## 著書
- 『ガリーナ自伝―ロシア物語』和田旦訳みすず書房（1987年） - 全世界で34ヶ国語に翻訳されている[5]。ISBN 978-4622002529